# Ørkenkrigen
Ørkenkrigen eller Kampagnen i den Vestlige Ørken var den indledende del af Felttoget i Nordafrika under 2. verdenskrig.
Ørkenkrigen bestod lige fra starten af en række offensiver, som fik fronten til at bølge frem og tilbage i ørkenen. I juni 1940 indledtes kamphandlingerne med at en mindre britisk styrke erobrede et italiensk grænsefort i Libyen. I september 1940 indledte italienerne i Libyen en større offensiv ind i Egypten mod de britiske styrker der. Offensiven blev hurtigt standset, og i december indledte briterne en modoffensiv. Operation Compass startede som et fem-dages raid, men endte med voldsomme tab for de italienske styrker.
Italiens allierede, Tyskland, sendte et kontingent tropper og fly til hjælp, for at undgå at de italienske styrker brød totalt sammen, men snart blev Tyskland den dominerende partner i Nordafrika.
Aksestyrkerne indledte to gange igen storstilede angreb på de allierede. Begge gange blev de allierede presset tilbage til Egypten. Begge gange slog de allierede igen og genvandt det tabte terræn. Ved den 2. og sidste akseoffensiv blev de allierede styrker presset langt ind i Egypten; men de allierede stod fast ved el-Alamein, og derefter vandt de en afgørende sejr i det Andet slag om el-Alamein, som førte til at aksestyrkerne blev drevet vestpå, helt ud af Libyen.
Aksestyrkerne blev drevet helt til Tunesien, hvor Ørkenkrigen i princippet sluttede, og gik over i Felttoget i Tunesien, som var blevet indledt i november 1942.
Ørkenkrigen var stærkt påvirket af, om forsyninger kunne bringes frem. Hvis de allierede styrker, som opererede fra den belejrede ø Malta, kunne forstyrre eller helt afbryde aksemagternes konvojer, var det af afgørende betydning. I efteråret 1942 betød dette, at den tyske hærfører Erwin Rommel gik glip af forstærkninger, forsyninger og brændstof, som var kritisk for at han kunne fortsætte kampen.

## Før krigen
Der havde været britiske styrker i Egypten siden 1884, men med den anglo-egyptiske traktat i 1936 var deres antal blevet stærkt indskrænket. Den forholdsvis beskedne styrke i Egypten skulle fortrinsvis beskytte Suez-kanalen. Kanalen var af afgørende betydning for Storbritanniens forbindelser til sine kolonier i Indien og Fjernøsten.
Siden 1938 havde de britiske styrker i Egypten omfattet Mobile Force (Egypt). Det var en af blot to britiske pansrede træningsenheder under generalmajor Percy Hobart. Ved krigsudbruddet blev styrken omdøbt til "Armoured Division (Egypt)", som senere igen blev til 7. panserdivision. 7. panserdivision blev kendt som "Ørkenrotterne". 7. panserdivision var den vigtigste enhed i forsvaret af den egyptiske grænse mod Libyen i starten af krigen.
I juni 1939 ankom general Henry Maitland "Jumbo" Wilson til Cairo som øverstkommanderende for de britiske styrker i Egypten og blev samtidig øverstkommanderende for de styrker fra Commonwealth landene, som forsvarede Egypten. I slutningen af juli blev general Archibald Wavell udnævnt til øverstkommanderende for Middle East Command med ansvar for det mellemøstlige operationsområde, som omfattede Nordafrika, Østafrika, Persien og Mellemøsten samt de britiske styrker på Balkan og i Grækenland. Den 17. juni 1940 blev de styrker, som Wilson havde ved grænsen til Libyen under generalmajor Richard O'Connor og hans britiske 6. infanteridivision omdøbt til Western Desert Force og O'Connor forfremmet til generalløjtnant.
Libyen havde været en italiensk koloni siden den italienske hær havde besejret det Osmanniske Riges hær i den Italiensk-tyrkiske krig i 1912. Da kolonien lå mellem Fransk Nordafrika og Egypten forberedte italienerne sig på krig til begge sider.
Ved 2. verdenskrigs udbrud havde Italien to armeer i Libyen: Den 5. arme og den 10. arme. Begge armeer var under kommando af den italienske øverstkommanderende i Libyen, som samtidig var generalguvernør i Libyen, luftmarskal Italo Balbo. Den 5. arme i Tripolitania var under ledelse af general Italo Gariboldi. Den bestod af 9 infanteridivisioner. Den 10. arme i Cyrenaika var under kommando af feltmarskal Rodolfo Graziani og bestod af 5 infanteridivisioner. I slutningen af juni 1940 var den væsentligste styrke på grænsen mod Egypten den 10. arme. De italienske land- og luftstyrker var langt større end de britiske styrker i Egypten. De britiske styrker var imidlertid af en langt bedre kvalitet.

## Raids
Den 11. juni, dagen efter at Italien havde erklæret de Allierede krig, indledte de italienske styrker i Libyen og de britiske styrker i Egypten en række raids mod hinanden. Blandt de mere bemærkelsesværdige var erobringen af Fort Capuzzo af den britiske hærs 11. husarregiment, og Italo Balbos død under beskydning fra egne tropper kort efter et britisk luftangreb.
Den 12. juni blev 63 italienske soldater taget til fange under et raid.
Den 5. august kom det til en stor men uafgjort kamp i området mellem Sidi Azeiz og Fort Capuzzo. Tredive italienske Fiat M11/39 kampvogne kom i kamp med 8. husarer i et forsøg på at genskabe deres stilling om området. General Wavell konkluderede, at han ikke var i en position, hvor han kunne afvise italienerne. Sliddet på de kampvognene i 7. panserdivision var ved at blive af kritisk omfang, og værkstederne var overfyldt. Med kun halvdelen af sin kampvognsstyrke til rådighed, og i erkendelse af, at hans eneste effektive styrke blev slidt op, uden at opfylde noget strategisk formål, satte Wavell et stop for flere større operationer og overlod forsvaret af grænsen til den 7. støttegruppe under brigadegeneral William Gott og 11. husarer under oberstløjtnant John Combe. Disse enheder etablerede en afskærmning ved hjælp af forposter, som skulle advare om italienere i anmarch. 
Vurderet i forhold til præstationerne i de indledende kampe var balancen den 13. august skiftet til fordel for briterne. De havde herredømmet over såvel ørkenen som italienerne. Tidlige tilbageslag havde efterladt italienerne i en demoraliseret tilstand, og de følte sig ikke sikre noget steds. De var ikke sikre dybt inde i deres faste stillinger på deres eget territorium, og muligvis med undtagelse af nogle få enheder, såsom La Compania Auto-Avio-Sahariana, var de ikke sikre i den åbne ørken, hvor de i almindelighed var udenfor deres naturlige element. I løbet af to måneders ørkenkrig havde italienerne mistet omkring 3.000 mand mens briternes tab var på lidt over 100.
Gennem resten af august og starten af september sænkede der sig en farlig stilhed over ørkenen. Stilheden blev kun afbrudt af skarpe konfrontationer mellem patruljer og sporadiske luft
kampe, mens begge sider søgte at finde ud af hvad modparten pønsede på. Mens italienerne holdt sig informeret om forholdene i Egypten gennem et stort spionage netværk, valgte briterne andre måder at få informationer om italienerne. Long Range Desert Group blev formeret under major Ralph A. Bagnold og inden længe blev der rapporteret om italienske bevægelser langt bag linjerne ved hjælp af radioforbindelser. 

## Italiensk offensiv
Benito Mussolini, som var ivrig efter at få skabt en forbindelse mellem Italiensk Nordafrika og Italiensk Østafrika og efter at få erobret Suez-kanalen og de arabiske oliefelter, gav ordre til invasion af Egypten den 8. august.
Den 9. september invaderede italienske styrker under overkommando af marskal Rodolfo Graziani Egypten fra deres base i Cyrenaika. Sollum, Halfaya Passet og Sidi Barrani blev erobret af de invaderende styrker, men den 16. september stoppede Graziani fremrykningen med henvisning til forsyningsvanskeligheder. Trods det at Mussolini pressede på for at få Graziani til at fortsætte, gravede italienerne sig ned omkring Sidi Barrani og etablerede flere befæstede lejre (ses på kortet som små røde cirkler).
Graziani stoppede 130 km vest for de britiske stillinger ved Mersa Matruh. Han regnede med at genoptage offensiven, når hans tropper havde fået nye forsyninger. Under indtryk af presset fra Mussolini var det meningen, at den italienske fremrykning skulle begynde i midten af december.

## Britisk offensiv
Den 9. december indledte Western Desert Force — sammen med enheder fra den indiske 4. division og den britiske 7. panserdivision et britisk modangreb. Italienerne blev taget fuldstændig på sengen, og allerede den 10. december havde de britiske og indiske styrker taget over 20.000 italienske fanger. Den følgende dag stødte de britiske og indiske styrker frem mod Sollum. De fik støtte fra Royal Navy, hvis skibe beskød mål i området. Sidi Barrani faldt samme dag.
Til O'Connor's rædsel udskiftede Wavell herefter den erfarne 4. indiske division (som i hast blev sendt til Port Sudan – se Felttoget i Østafrika (2. verdenskrig)) med den nyligt ankomne australske 6. division. Australierne fortsatte presset og erobrede Bardia og Tobruk uden at støde på videre modstand. I starten af februar var italienerne på hastigt tilbagetog langs kysten, forfulgt af australierne. O'Connor beordrede 7. panserdivision til at rykke frem over land gennem Mechili til Beda Fomm og der afskære italienernes retræterute. Generalmajor Michael O'Moore Creagh skabte en flyvende kolonne til formålet, "Combe Force",
som skyndte sig i forvejen og opstillede en vejspærring. Det var et tæt løb, men briterne nåede først og tog omkring 25.000 mand, 200 kanoner, 100 tanks og 1.500 køretøjer efter en hård kamp den 6. februar. Gennem hele denne operation havde italienerne overbevist sig selv om at de var kraftigt i undertal, selv om det modsatte var tilfældet. Hurtig handling fra briternes side førte til, at der blev taget 130.000 italienske fanger, mens de britiske tab var på omkring 2.000. Den britiske krigsminister Anthony Eden omformede sin premierministers berømte tribut: "Aldrig er så meget blevet overgivet af så mange til så få". De resterende italienske styrker trak sig tilbage til El Agheila den 9. februar 1941.
I løbet af slaget var Western Desert Force blevet omdøbt til det britiske XIII Korps.

## Rommels første offensiv
I begyndelsen af 1941, efter briternes og Commonwealth landenes afgørende sejr i Cyrenaika, ændrede den militære stilling sig snart. Efter ordre fra London sendte Wavell en stor del af O'Connors XIII Korps til Grækenland som led i Operation Lustre
Mens Wavell reducerede sin styrke i Nordafrika reagerede den tyske fører Adolf Hitler på den italienske katastrofe ved at beordre Unternehmen Sonnenblume. Det betød indsættelse af det nyligt formerede tyske Afrikakorps (Deutsches Afrikakorps) som forstærkning af italienerne for at forhindre et totalt sammenbrud. Det tyske korps bestod af friske styrker med langt bedre udstyr og en karismatisk leder, General Erwin Rommel.
Da Rommel ankom til Nordafrika gik hans ordre ud på at han skulle indtage en defensiv stilling og holde fronten. Da han opdagede at de britiske forsvarslinjer var tyndt bemandede, besejrede han hurtigt de allierede styrker ved El Agheila den 24. marts. Derefter igangsatte han en offensiv, som den 15. april havde trængt briterne tilbage til grænsen ved Sollum og havde generobret hele Libyen bortset fra havnebyen Tobruk, som var omringet og under belejring. Under dette fremstød blev den nye leder af XIII Korps generalløjtnant Philip Neame taget til fange sammen med O'Connor, som var blev kaldt tilbage for at hjælpe, foruden generalmajor Michael Gambier-Parry, som havde kommandoen over den nyligt ankomne 2. britiske panserdivision.
Rommels første offensiv var generelt en succes, og hans styrker nedkæmpede den 2. pansrede division, men adskillige forsøg på at indtage de isolerede stillinger ved Tobruk slog fejl, og frontlinjen stabiliseredes ved grænsen.

## Belejringen af Tobruk
XIII Korps igangsatte Operation Brevity i maj 1941. Det var et forsøg på at sikre mere plads til at iværksætte det større angreb til undsætning for Tobruk, Operation Battleaxe, som blev indledt i juni, men endte uden resultat. Efter at Operation Battleaxe var slået fejl blev general Wavell udskiftet med general Claude Auchinleck som øverstkommanderende i Mellemøsten, og de britiske styrker blev forstærket med det britiske XXX Korps.
Den øverste allierede enhed i felten blev nu den britiske 8. arme, som bestod af enheder fra mange lande, herunder 9. division og 18. brigade fra den australske hær, og den indiske hær, men også med divisioner fra Sydafrika, New Zealand, en brigade Frie franske styrker under Marie-Pierre Koenig samt en polsk riffelbrigade.

## Operation Crusader
8. Arme under kommando af generalløjtnant Alan Cunningham indledte Operation Crusader den 18. november, 1941. Selv om Afrikakorpset opnåede adskillige taktiske succeser (hvilket førte til uenighed blandt de britiske hærchefer, og udskiftning af Cunningham med Neil Ritchie), blev den til sidst tvunget til at trække sig tilbage, og hele det område, som Rommel havde erobre i marts og april blev generobret, bortset fra garnisonerne i Bardia og Sollum. Mest bemærkelsesværdigt var det, at Tobruk blev undsat. Frontlinjen gik igen ved El Agheila.

## Rommels anden offensiv
Efter det japanske angreb på Pearl Harbor den 7. december 1941 blev de australske styrker trukket tilbage fra den Vestlige Ørken til Stillehavsområdet, mens 7. pansrede division blev trukket tilbage og 7. panserbrigade blev overført til Burma.
Den relativt uerfarne britiske 1. panserdivision, som dannede rygraden i forsvaret ved El Agheila blev placeret spredt, i stedet for koncentreret, som mere erfarne enheder havde lært det fra tidligere kampagner. Rommels Afrikakorps angreb den 21. januar de spredte enheder fra 1. panserdivision. 2. pansrede brigade blev også sat ind i kampen lidt ad gangen og blev let besejret af Rommels mere koncentrerede styrker. Begge de britiske enheder blev tvunget til at trække sig tilbage langs Cyrenaika-linjen sammen med den 201. motoriserede gardebrigade, og opgav undervejs både Msus og Benghazi til de tyske styrker.
Fra februar til maj 1942 lå fronten nogenlunde fast langs Gazala linjen, lidt vest for Tobruk, mens begge sider forberedte en offensiv.
Rommel fik sin offensiv startet i begyndelsen af juni 1942. Efter et langt kampvognsslag – kendt som "kedlen", besejrede han de allierede i slaget ved Gazala og erobrede Tobruk. Auchinleck fyrede Ritchie og tog selv kommandoen over 8. arme. Det lykkedes ham først stoppe Rommel ved Alamein linjen, blot 145 km fra Alexandria i det Første slag om el-Alamein.

## Montgomerys allierede offensiv
Winston Churchill var, på trods af omstændighederne, blevet utilfreds med Auchinleck. Han erstattede ham med general Harold Alexander som øverstkommanderende i Mellemøsten og af generalløjtnant Bernard Montgomery, som blev leder af den 8. armé. På denne måde blev den nye arméchef befriet for ansvarsområder, der strakte sig fra Cypern til Sudan og østpå til Syrien. Alexander var også en effektiv stødpude mod politiske indgreb fra London.
Montgomery vandt en betydelig defensiv sejr i slaget ved Alam el Halfa i august 1942, og byggede derpå de allierede styrker op, inden han gik i offensiven i det Andet slag om el-Alamein i oktober-november. Det er værd at bemærke, at han rådede over ressourcer, som langt oversteg sine forgængeres både i omfang og kvalitet. Det andet slag ved el-Alamein blev en afgørende sejr. På trods af en fremragende indsats af Rommel under tilbagetrækningen generobrede de allierede først Egypten og rykkede derefter gennem Cyrenaika og Tripolitania, og erobrede Tripoli i februar 1943, hvorefter de gik ind i Tunesien i marts.
Et forsøg på at omringe aksestyrkerne ved Marsa Matruh blev forhindret af regnvejr, og de undslap den 7. november. Kystvejen var blevet skåret over, men Halfaya passet blev let erobret og Egypten var renset. Tobruk blev generobret den 13. november, og igen undslap Rommels tropper fælden. Den 20. november faldt Benghazi. Disse to havnebyer var af afgørende vigtighed for at kunne bringe forsyninger frem, så fremgangen kunne fortsættes, og en mulighed for at ramme Rommel i flanken ved Agedabia blev forsigtigvis undladt, i tilfælde af modangreb.
Tyskerne og italienerne trak sig tilbage til en forberedt forsvarslinje ved El Agheila. Akseforsyninger og forstærkninger blev nu sendt direkte til Tunesien på Rommels bekostning. Han havde ingen ressourcer til et modangreb, og havde en kritisk mangel på brændstof. Adolf Hitler|Hitler beordrede, at El Agheila linjen skulle holdes for enhver pris, mens Rommels holdning var, at man skulle gennemføre en kæmpende tilbagetrækning til Tunesien, og en stærk forsvarsposition ved Gabes hullet. Tilladelse blev givet til en tilbagetrækning til Buerat, 80 km øst for Sirte. Et forsøg på at omgå El Agheila mellem den 14. og 16. december mislykkes igen – Rommel havde brugt sin autoritet til at trække sig tilbage og hans retrætevej var tilstrækkelig forsvaret.
På dette tidspunkt var fronten over 650 km fra den nærmeste brugbare havn – Tobruk – og forsyningsvanskeligheder hæmmede Montgomerys muligheder for at bruge sin fulde styrke. Det allierede pres fortsatte da aksestyrkerne nåede Buerat. Denne linje var ikke stærkt forsvaret, og forfølgelsen fortsatte. Tripoli blev erobret den 23. januar 1943. Havnen blev gjort brugbar, og midt i februar blev der losset 3.000 tons forsyninger dagligt.
Rommels retræte fortsatte, trods italiensk modstand. Den 4. februar nåede allierede enheder ind i Tunesien sydfra. Snart efter blev Rommel tilbagekaldt til Tyskland, af helbredsgrunde.
Montgomery er blevet kritiseret for ikke at have nået at indhente aksehærene, tvinge dem til et afgørende slag og nedkæmpe dem i Libyen. Hans taktik er blevet anset for at have været for forsigtig og for langsom. Modargumenter har peget på de tyske styrkers defensive evner i almindelighed og Afrikakorpsets i særdeleshed samt Montgomerys behov for ikke at havne i den samme frem-og-tilbage situation, som under de tidligere kampagner i Nordafrika. Krigsførelse i ørkenen er blevet beskrevet som forsyningsofficerernes mareridt, under indtryk af forholdene ved krigen i ørkenen og vanskelighederne med at bringe forsyninger frem. Montgomery er berømt for at have udkæmpet "balancerede kampagner" og holde hus med sine ressourcer: intet angreb før hans tropper var klar og havde tilstrækkelig forsyninger. Moralen i 8. Arme steg voldsomt under hans ledelse.

## Afslutning
Med aksestyrkerne tvunget ud af Libyen fandt de sig snart indesluttet i Felttoget i Tunesien, mellem de nyligt landsatte angloamerikanske styrker i den britiske 1. Arme i vest og den 8. arme, som forfulgte dem fra øst.

## Fodnoter
1. ↑  Macksey, p.38
2. 1 2  Macksey, p.33
3. ↑  ""British 7th Armoured, List of Battles, 1942"". Arkiveret fra originalen 14. august 2007. Hentet 14. august 2007.

## Eksterne links
- Paterson, Ian A. "History of the 7th Armoured Division: Engagements - 1942". Arkiveret fra originalen 22. juli 2012. Hentet 1942-12-30. {{cite web}}: Tjek datoværdier i: |access-date= (hjælp)
- Roberts, Major-General G.P.B.; Bayerlein, Generalleutnant Fritz.  B.H. Liddell Hart (red.). "U.S. Combat Studies Institute Battle Report: Alam Halfa". Arkiveret fra originalen 21. oktober 2007. Hentet 2007-11-05.
- AFRIKAKORPS.org/AANA Research Group Arkiveret 15. januar 2008 hos  Wayback Machine

## Yderligere læsning
- Glassop, Lawson (1944). We Were the Rats. Sydney: Angus & Roberston. Republished by Penguin, 1992; ISBN 0-14-014924-4.
- Wilmot, Chester (1944). Tobruk 1941. Sydney: Halstead Press. Republished by Penguin, 1993; ISBN 978-0-670-07120-3.
- Beaumont, Joan (1996). Australia's War, 1939-45. Melbourne: Allen & Unwin; ISBN 1-86448-039-4.

30°50′00″N 28°57′00″Ø / 30.8333°N 28.95°Ø